# Sarracín
Sarracín è un comune spagnolo di 236 abitanti situato nella comunità autonoma di Castiglia e León.